# ميثيل تستوستيرون
ميثيل تستوستيرون (بالإنجليزية: Methyltestosterone)‏، الذي يباع تحت الأسماء التجارية Android وMetandren وTestred من بين أدوية أخرى، هو دواء منشط أندروجيني وستيرويد ابتنائي (AAS) يستخدم في علاج قصور الغدد التناسلية لدى الرجال، وتأخر البلوغ عند الأولاد، بجرعات منخفضة كمكون العلاج الهرموني بعد انقطاع الطمث لأعراض انقطاع الطمث مثل هبة الحرارة، وهشاشة العظام، والرغبة الجنسية المنخفضة لدى النساء، وعلاج سرطان الثدي لدى النساء. يؤخذ عن طريق الفم أو يحتفض به في الخد أو تحت اللسان.
تشمل الآثار الجانبية للميثيل تيستوستيرون أعراض التذكير مثل حب الشباب وزيادة نمو الشعر وبحة الصوت وزيادة الرغبة الجنسية. كما يمكن أن يسبب تأثيرات استروجينية مثل احتباس السوائل، ألم الثدي، وتضخم الثدي لدى الرجال وتلف الكبد. هذا الدواء عبارة عن منشط أندروجيني صناعي ومنشطة الابتنائية، ولذلك فهو ناهض لمستقبلات الأندروجين، وهو الهدف البيولوجي للأندروجينات مثل هرمون التستوستيرون والديهدروتستوستيرون (DHT). لها تأثيرات أندروجينية معتدلة وتأثيرات الابتنائية معتدلة، مما يجعلها مفيدة لإنتاج الذكورة.
تم اكتشاف ميثيل تستوستيرون في عام 1935 وتم تقديمه للاستخدام الطبي في عام 1936. تم تصنيعه بعد وقت قصير من اكتشاف التستوستيرون وكان أحد أول AAS الاصطناعية التي يتم تطويرها. بالإضافة إلى استخدامه الطبي، يستخدم ميثيل تستوستيرون لتحسين اللياقة البدنية والأداء، على الرغم من أنه لا يستخدم بشكل شائع مثل AAS الأخرى لهذه الأغراض بسبب آثاره الأندروجينية، وآثاره الاستروجينية، وخطر تلف الكبد. المخدرات عبارة عن مادة خاضعة للرقابة في العديد من البلدان، ولذلك فإن الاستخدام غير الطبي غير قانوني بشكل عام.

## يستخدم

### الطبية
ميثيل تستوستيرون يستخدم أو تم استخدامه في علاج سن البلوغ المتأخر، قصور الغدد التناسلية، اختفاء الخصيتين، والضعف الجنسي لدى الرجال، وفي جرعات منخفضة لعلاج أعراض انقطاع الطمث (خاصة بالنسبة لمرض هشاشة العظام، الهبات الحرارة، وزيادة الرغبة الجنسية والطاقة) والارتباط، وسرطان الثدي لدى النساء. تمت الموافقة عليه على وجه التحديد في الولايات المتحدة لعلاج قصور الغدد التناسلية وتأخر البلوغ عند الذكور وعلاج سرطان الثدي المتقدم. تمت الموافقة عليه أيضًا بجرعات منخفضة في تركيبة مع هرمون الاستروجين المعزول لعلاج أعراض حركية معتدلة إلى حادة مرتبطة بانقطاع الطمث لدى النساء في الولايات المتحدة، لكن هذه الصيغة توقفت ولم تعد تستخدم.
ميثيل تستوستيرون أقل فعالية في تحفيز الذكورة من التستوستيرون، لكنه مفيد للمحافظة على التحنيط الراسخ لدى البالغين.
تتراوح جرعات ميثيل تستوستيرون المستخدمة بين 10 و50 ملغ/يوم عند الرجال للاستخدامات الطبية الشائعة مثل قصور الغدد التناسلية والبلوغ المتأخر وكذلك أغراض تعزيز اللياقة البدنية والأداء و 2.5 ملغ/يوم عند النساء لأعراض انقطاع الطمث. تم استخدام جرعات أعلى من 50 إلى 200 ملغ/يوم لعلاج النساء المصابات بسرطان الثدي والذي فشل في الاستجابة للعلاجات الأخرى، على الرغم من أن هذه الجرعات ترتبط بالتهاب شديد لا رجعة فيه.

### غير طبي
يستخدم ميثيل تستوستيرون في أغراض تحسين اللياقة البدنية والأداء من قبل الرياضيين التنافسيين، لاعبو كمال الأجسام، ورفع الأثقال، على الرغم من أنه لا يستخدم بشكل شائع بالنسبة إلى AAS الأخرى لهذه الأغراض.

## موانع
يجب استخدام ميثيل تستوستيرون بحذر عند النساء والأطفال، لأنه يمكن أن يسبب تَذْكير لا رجعة فيها. بسبب استروجينه، يمكن أن يسرع ميثيل تستوستيرون أيضًا إغلاق المشاش ولذلك يسبب قامة قصيرة عند الأطفال والمراهقين. يمكن أن تتفاقم الأعراض لدى الرجال الذين يعانون من تضخم البروستاتا الحميد. لا ينبغي أن يستخدم ميثيل تستوستيرون عند الرجال المصابين بسرطان البروستاتا، حيث أن الأندروجينات يمكنها تسريع تطور الورم. يجب استخدام الدواء بحذر عند المرضى الذين يعانون من تسمم الكبد الموجود مسبقًا، نظرًا لإمكاناته الخاصة في تسمم الكبد.

## الآثار الجانبية

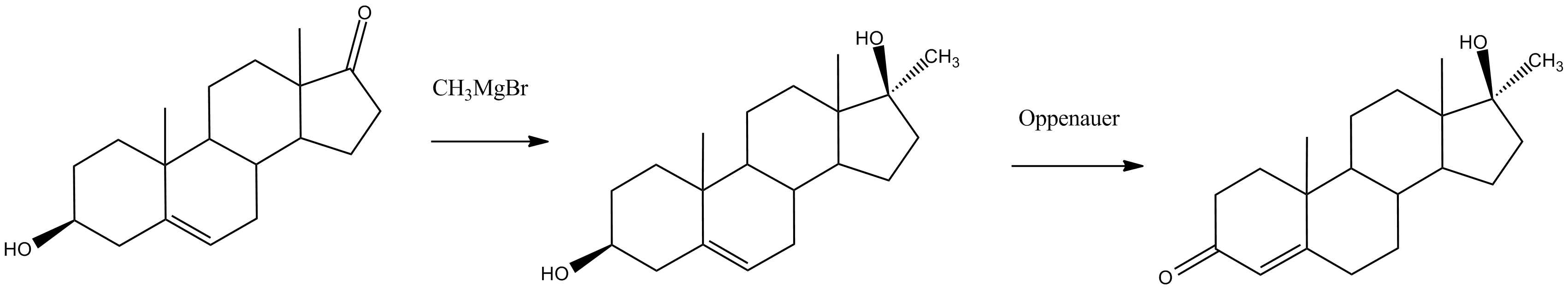
تخليق ميثيل تستوستيرون

تشمل الآثار الضارة لميثيل تستوستيرون الآثار الجانبية الأندروجينية مثل البشرة الدهنية، حب الشباب، الزهم، زيادة نمو شعر الوجه أو الجسم، تساقط شعر فروة الرأس، زيادة العدوانية والرغبة الجنسي، والانتصاب التلقائي، وكذلك الآثار الجانبية الاستروجينية مثل ألم الثدي، التثدي، السوائل احتباس، وذمة. في النساء، يمكن أن يسبب ميثيل تستوستيرون تذكير جزئية لا رجعة فيها، على سبيل المثال تغيير الصوت، الشعرانية، البظر، ضمور الثدي، وتضخم العضلات، وكذلك اضطرابات الدورة الشهرية والعقم القابل للعكس. في الرجال، قد يتسبب الدواء أيضًا في قصور الغدد التناسلية، وضمور الخصية، والعقم القابل للانعكاس بجرعات عالية بما فيه الكفاية.
يمكن أن يسبب ميثيل تستوستيرون في بعض الأحيان تسمم الكبد، على سبيل المثال أنزيمات الكبد المرتفعة، والتهاب الكبد البيلي، والأورام الكبدية، وسرطان الكبد، مع الاستخدام المطول. كما يمكن أن يكون له تأثيرات ضارة على نظام القلب والأوعية الدموية. AAS مثل ميثيل تستوستيرون يحفز الكريات الحمر (إنتاج خلايا الدم الحمراء) ويزيد من مستويات الهيماتوكريت وفي جرعات عالية يمكن أن يسبب كثرة الحمر(الإفراط في إنتاج خلايا الدم الحمراء)، والتي يمكن أن تزيد بشكل كبير من خطر أحداث التخثر مثل الانسداد والسكتة الدماغية. مع العلاج طويل الأمد، يمكن أن تزيد الإصابة بـ AAS من خطر تضخم البروستاتا الحميد وسرطان البروستاتا. وقد تم ربط كل من السلوك العنيف وحتى القتل، وهوس، والاكتئاب، والانتحار، والأوهام، والذهان مع جرعات عالية جدا من AAS.

## التفاعلات
يمكن استخدام مثبطات الأروماتاز لتقليل أو منع التأثيرات الاستروجينية لميثيل تستوستيرون ويمكن استخدام مثبطات 5α مختزلة لمنع نشاطه في ما يسمى بالأنسجة «الأندروجينية» وفي الأخير تحسين نسبة نشاط الابتنائية إلى منشط الذكورة آثار جانبية. يمكن لمضادات الإندروجين مثل بيكالاميد وخلات سيبروتيرون أن تمنع كل من التأثيرات الابتنائية والأندروجينية لـ AAS مثل ميثيل تستوستيرون.

## روابط خارجية
- Methyltestosterone - William Llewellyn's Anabolic.org

| طريقة الإعطاء | العلاج                      | الأسماء التجارية الكبرى           | الشكل          | الجرعة                                |
| --- | --------------------------- | --------------------------------- | -------------- | ------------------------------------- |
| فمويًا | تستوستيرون أ                | –                                 | أقراص          | 400–800 ملغ/اليوم (مقسمة على جرعات)   |
| فمويًا | أنديكانوات التستوستيرون ‏    | أندريول، جاتينزو                  | كبسول          | 40–80 ملغ/2–4 مرات اليوم (مع الوجبات) |
| فمويًا | ميثيل تستوستيرون ب          | آندرويد، ميتاندرين، تستريد        | أقراص          | 10–50 ملغ/اليوم                       |
| فمويًا | فلوكسيمستيرونب              | هالوتستين، أورا-تستريل، ألتاندرين | أقراص          | 5–20 ملغ/اليوم                        |
| فمويًا | ميتاندينونب                 | ديانابول                          | أقراص          | 5–15 ملغ/اليوم                        |
| فمويًا | مستيرولونب                  | بروفيرون                          | أقراص          | 25–150 ملغ/اليوم                      |
| شدقيًا | تستوستيرون                  | ستريانت                           | أقراص          | 30 ملغ مرتين/اليوم                    |
| شدقيًا | ميثيل تستوستيرونب           | ميتاندرين، أوريتون ميثيل          | أقراص          | 5–25 ملغ/اليوم                        |
| تحت اللسان | تستوستيرونب                 | تستورال                           | أقراص          | 5–10 ملغ 1–4 مرات/اليوم               |
| تحت اللسان | ميثيل تستوستيرونب           | ميتاندرين، أوريتون ميثيل          | أقراص          | 10–30 ملغ/اليوم                       |
| عبر الأنف [الإنجليزية] | تستوستيرون                  | ناتستو                            | بخاخ أنفي      | 11 ملغ 3 مرات/اليوم                   |
| عبر الأدمة | تستوستيرون                  | أندروجيل، تستيم، تستوجيل          | جيل            | 25–125 ملغ/اليوم                      |
| عبر الأدمة | تستوستيرون                  | أندروديرم، أندروباتش، تستوباتش    | رقعة غير صفنية | 2.5–15 ملغ/اليوم                      |
| عبر الأدمة | تستوستيرون                  | تستوديرم                          | رقع صفنية      | 4–6 ملغ/اليوم                         |
| عبر الأدمة | تستوستيرون                  | آكسيرون                           | محلول إبطي     | 30–120 ملغ/اليوم                      |
| عبر الأدمة | أندروستانولون ‏ (DHT)        | أندراكتين                         | جيل            | 100–250 ملغ/اليوم                     |
| عبر المستقيم | تستوستيرون                  | ريكتاندرون، تستوستيرون ب          | تحميلة         | 40 ملغ2–3 مرات/اليوم                  |
| بالحقن (تحت الجلد أو عضليًا) | تستوستيرون                  | أندروناك، ستيروتات، فيروستيرون    | معلق مائي      | 10–50 ملغ 2–3 مرات/الأسبوع            |
| بالحقن (تحت الجلد أو عضليًا) | بروبيونات التستوستيرون ‏ب    | تيستوفيرون                        | محلول زيتي     | 10–50 ملغ 2–3 مرات/الأسبوع            |
| بالحقن (تحت الجلد أو عضليًا) | إينانثات التستوستيرون       | ديلاتيستريل                       | محلول زيتي     | 50–250 ملغ مرة/1–4 أسبوعيًا            |
| بالحقن (تحت الجلد أو عضليًا) | إينانثات التستوستيرون       | زايوستيد                          | حقن تلقائي     | 50–100 ملغ مرة/الأسبوع                |
| بالحقن (تحت الجلد أو عضليًا) | سيبيونات التستوستيرون       | ديبو-تيستوستيرون                  | محلول زيتي     | 50–250 ملغ مرة/1–4 أسبوع              |
| بالحقن (تحت الجلد أو عضليًا) | إيزوبوتيرات التستوستيرون ‏   | أجوفيرين ديبوت                    | معلق مائي      | 50–100 ملغ مرة/1–2 الأسبوع            |
| بالحقن (تحت الجلد أو عضليًا) | فينيل أسيتيت التستوستيرون ‏ب | بيرنادرين، أندروجيكت              | محلول زيتي     | 50–200 ملغ مرة/3–5 أسبوع              |
| بالحقن (تحت الجلد أو عضليًا) | خليط إسترات التستوستيرون ‏   | ساستانون 100، ساستانون 250        | محلول زيتي     | 50–250 ملغ مرة/2–4 أسبوعيًا            |
| بالحقن (تحت الجلد أو عضليًا) | أنديكانوات التستوستيرون ‏    | آفيد، نيبيدو                      | محلول زيتي     | 750–1,000 ملغ مرة/10–14 أسبوع         |
| بالحقن (تحت الجلد أو عضليًا) | بوسيكلات التستوستيرون ‏أ     | –                                 | معلق مائي      | 600–1,000 ملغ مرة/12–20 أسبوع         |
| زرع تحت الجلد | تستوستيرون                  | تستوبل                            | حبيبات مضغوطة  | 150–1,200 ملغ/3–6 أشهر                |
| ملاحظات: ينتج الرجال حوالي 3 إلى 11 مغ من هرمون التستوستيرون يوميًا (متوسط 7 مغم/يوم عند الشباب). هوامش: أ = لم يُسَوق. ب =لم يعد مستخدمًا و/أو لم يعد يُسوق له. المصادر: See template. |                             |                                   |                |                                       |